# Flagge Eswatinis

Königsflagge seit 1986

Die Flagge Eswatinis wurde offiziell am 30. Oktober 1967 als Flagge des damaligen Britischen Protektorats Swasiland, heute Königreich Eswatini, eingeführt.

## Beschreibung und Bedeutung
Die Breite der Streifen steht im Verhältnis 3:1:8:1:3. Den Farben kommt folgende Bedeutung zu:
- Rot steht für die Schlachten in der Vergangenheit.
- Gelb symbolisiert den natürlichen Reichtum an Mineralschätzen.
- Blau steht für den Frieden.

Der Schild ist das Zeichen des Emasotsha-Regiments, er erscheint auch im Wappen Eswatinis und ist von einer Ochsenhaut bedeckt. Die beiden Farben schwarz und weiß sollen zeigen, dass Angehörige der schwarzen und weißen Völker in Harmonie zusammenleben. Der Schild ist verstärkt durch Speere und einen Stab mit Federbündeln. Diese Bündel aus Federn bestimmter Vogelarten sind dem König vorbehalten und symbolisieren die Königsherrschaft.

## Farben
| System                      | Rot       | Gelb      | Blau      | Schwarz | Weiß        |
| --------------------------- | --------- | --------- | --------- | ------- | ----------- |
| RGB                         | 177-12-12 | 255-217-0 | 62-94-185 | 0-0-0   | 255-255-255 |
| Hexadezimale Farbdefinition | #B10C0C   | #FFD900   | #3E5EB9   | #000000 | #FFFFFF     |

## Geschichte
Im National Museum in Mbabane existiert die Darstellung einer Flagge, die 1894 von der „Triumvirat-Regierung der Swasi, Buren und Briten“ geführt wurde. Wahrscheinlich wurde sie bis zu den Burenkriegen und der anschließenden endgültigen Annexion durch die Briten geführt. Danach gab es für das Swasiland keine eigene Flagge, verwendet wurde nur der Union Jack.
Die heutige Nationalflagge geht auf die 1941 verliehene Fahne des Swazi Pioneer Corps zurück, welches im Zweiten Weltkrieg auf britischer Seite diente. Die Gestaltung in heutiger Form entwarf allerdings 1954 Emily Shongue, die Cousine des Königs Sobhuza II. Anlässlich der Eidesleistung König Sobhuzas II. am 25. April 1967 wurde die Flagge erstmals gehisst und nach der Registrierung im Londoner Heroldsamt am 30. Oktober in etwas modifizierter Form amtlich festgelegt. 2011 wurde die Flagge erneut leicht abgeändert. Der Blauton wurde bleicher und die Quasten sind nun grau. Die Darstellungen hier sind nicht aktuell.

Flagge von 1894 bis 1902